# Хунзадрил
Хунзадрил (хол. Hoenzadriel) је холандски град у општини Масдрил, у покрајини Хелдерланд.